# الکساندر پلیوشین
الکساندر پلیوشین (روسی: Александр Плюшкин؛ زادهٔ ۱۳ ژانویهٔ ۱۹۸۷) دوچرخه‌سوار اهل مولداوی است.
از باشگاه‌هایی که در آن بازی کرده‌است می‌توان به آژ۲آر لا موندیال، تیم کاتیوشا–آلپتسین، و آی‌ای‌ام سایکلینگ اشاره کرد.